# Judy Garland
Judy Garland (wym. ['dʒuːdi 'ɡɑːrlənd]; ur. 10 czerwca 1922 w Grand Rapids, zm. 22 czerwca 1969 w Londynie) – amerykańska piosenkarka i aktorka, tancerka i artystka wodewilowa.
W ciągu trwającej czterdzieści pięć z czterdziestu siedmiu lat jej życia kariery zyskała status międzynarodowej gwiazdy, tak jako aktorka w musicalach i dramatach, jak i piosenkarka. Otrzymała specjalnego Oscara dla „młodego wybitnego wykonawcy” (Academy Juvenile Award), Złoty Glob, nagrodę im. Cecila B. DeMille’a za pracę w filmach, a także nagrodę Grammy i specjalną nagrodę Tony.
Po występach w wodewilach z siostrami nastoletnia Judy podpisała kontrakt z wytwórnią filmową Metro-Goldwyn-Mayer. Zagrała tam w ponad trzydziestu filmach, w tym dziesięciu z Mickeyem Rooneyem oraz w filmie, z którym jest najczęściej kojarzona, czyli Czarnoksiężniku z Oz z 1939 roku. Po piętnastu latach wytwórnia rozwiązała z nią umowę. Do aktorstwa powróciła w dramacie Narodziny gwiazdy (1954). Odniosła ponowne sukcesy dzięki bijącym rekordy popularności występom koncertowym, włącznie z koncertem w Carnegie Hall oraz emitowanym tylko przez krótki czas programem telewizyjnym – The Judy Garland Show.
Pomimo sukcesów zawodowych Garland przez całe życie walczyła z problemami osobistymi. Jej niską samoocenę pogłębiali producenci filmowi, którzy przekonywali ją, że jest nieatrakcyjna i manipulowali jej ekranowym wyglądem zewnętrznym. Przepisywano jej środki medyczne kontrolujące wagę i pobudzające, co wpędziło Garland w trwające kilkadziesiąt lat uzależnienie od leków. Miała problemy finansowe, często zalegała z płatnością podatków na sumy sięgające nawet kilkuset tysięcy dolarów. Pięciokrotnie wychodziła za mąż, z czego cztery pierwsze małżeństwa kończyły się rozwodami. Kilkakrotnie podejmowała próby samobójcze. W wieku czterdziestu siedmiu lat zmarła w wyniku przypadkowego przedawkowania leków nasennych. Pozostawiła trójkę dzieci: Lizę Minnelli, Lornę Luft i Joeya Lufta.
W 1997 roku została pośmiertnie nagrodzona Grammy Lifetime Achievement Award. Kilka jej nagrań wprowadzono do Grammy Hall of Fame. W 1999 roku American Film Institute (AFI) umieścił ją na ósmym miejscu na liście największych aktorek wszech czasów (The 50 Greatest American Screen Legends). Na temat Judy powstał  film biograficzny z 2019 roku

## Życiorys

### Rodzina i dzieciństwo
Urodziła się jako Frances Ethel Gumm w Grand Rapids w Minnesocie. Była trzecim, najmłodszym dzieckiem w rodzinie Francisa Aventa „Franka” Gumma (20 marca 1886 – 17 listopada 1935) i Ethel Marion, z domu Milne (17 listopada 1893 – 5 stycznia 1953). Rodzice Garland, artyści wodewilowi, osiedli w Grand Rapids, gdzie prowadzili kinoteatr, w którym odbywały się także występy wodewilowe.
Zarówno od strony matki, jak i ojca, pochodziła z rodziny osiadłej w Ameryce jeszcze w czasach kolonizacji brytyjskiej. Jej ojciec wywodził się z rodziny Marable z Wirginii, a matka – od Patricka Fitzpatricka, który w latach 70. XVIII wieku wyemigrował do Ameryki ze Smithstown w hrabstwie Meath w Irlandii. Ojciec Garland zmarł 17 listopada 1935 wskutek zapalenia opon mózgowych. Dokładnie cztery lata później matka Garland, Ethel, wyszła w Yumie w stanie Arizona za Williama P. Gilmore’a.
Imiona Frances Ethel otrzymała na cześć obojga swoich rodziców. Została ochrzczona w miejscowym kościele episkopalnym. „Baby” (tak była nazywana przez rodziców i siostry) podzielała rodzinny talent do tańca i śpiewu. Pierwszy publiczny występ dała w wieku dwóch i pół lat, kiedy na scenie kina jej ojca, podczas przedstawienia bożonarodzeniowego, dołączyła do dwóch starszych sióstr, Mary Jane „Suzanne/Suzy” Gumm (1915–1964) i Dorothy Virginii „Jimmie” Gumm (1917–1977) i zaśpiewała refren piosenki „Jingle Bells”. Przy fortepianowym akompaniamencie matki trio występowało pod nazwą The Gumm Sisters w kinie ojca przez następnych kilka lat.
Na skutek pogłoski, jakoby Frank Gumm składał propozycje seksualne mężczyznom pracującym w jego kinie, w czerwcu 1926 rodzina przeniosła się do Lancasteru w stanie Kalifornia. Frank zakupił i prowadził tam kolejne kino, a Ethel, pracując jako menedżerka swoich córek, podjęła starania na rzecz umieszczenia ich w filmie.

### The Gumm Sisters

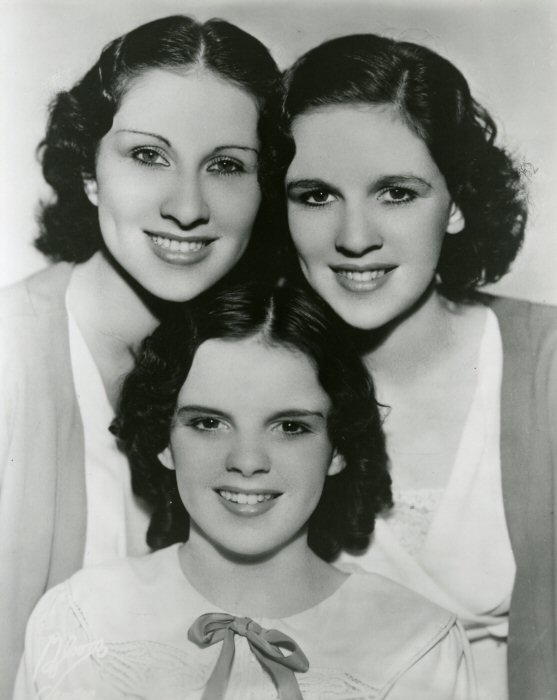
The Gumm Sisters (ok. 1934–1935)

W 1928 Frances razem z siostrami zaczęła uczęszczać do szkoły tańca prowadzonej przez Ethel Meglin, właścicielkę zespołu tanecznego Meglin Kiddies. Tam siostry wystąpiły z zespołem m.in. na corocznym przedstawieniu bożonarodzeniowym. To właśnie dzięki zespołowi Kiddies Gumm zadebiutowała z siostrami w filmie krótkometrażowym The Big Revue (1929). W 1930 wystąpiła z siostrami w dwóch krótkometrażówkach nakręconych w systemie Vitaphone: A Holiday in Storyland (pierwszy solowy występ Frances na ekranie) i The Wedding of Jack and Jill, następnie wystąpiły razem w Bubbles. Ostatni ekranowy występ The Gumm Sisters dały w filmie krótkometrażowym La Fiesta de Santa Barbara (1935).
The Gumm Sisters przez wiele lat podróżowały po Stanach Zjednoczonych z przedstawieniami wodewilowymi. W 1934 wystąpiły z George’em Jesselem w Oriental Theatre w Chicago podczas wystawy światowej odbywającej się wówczas w tym mieście. Jessel zachęcił dziewczęta do wyboru bardziej atrakcyjnej nazwy po tym, jak nazwisko Gumm wywołało śmiech na widowni. Według innej relacji na afiszu teatru w Chicago nazwę zespołu przekręcono na „The Glum Sisters”. Wybrano nazwę „The Garland Sisters”, a Frances, zainspirowana popularną piosenką Hoagy'ego Carmichaela, wkrótce później zmieniła imię na „Judy”.
Istnieje kilka wersji pochodzenia nazwiska „Garland”. Według jednej z nich pseudonim artystyczny Judy pochodzi od nazwiska Lily Garland, postaci granej przez Carole Lombard w filmie Napoleon na Broadwayu, wyświetlanego wówczas w Oriental Theatre. Inna mówi, że trio przybrało nazwisko krytyka teatralnego Roberta Garlanda. Córka Judy Garland, Lorna Luft, twierdziła, że jej matka wybrała to nazwisko, kiedy Jessel ogłosił, że trio śpiewaczek „wyglądało ładniej niż girlanda z kwiatów”. Kolejna wersja pojawiła się, gdy w 1963 Jessel w programie telewizyjnym The Judy Garland Show oświadczył, że kiedyś wysłał telegram aktorce Judith Anderson zawierający słowo „girlanda” i że właśnie to słowo utkwiło mu wtedy w pamięci.
Pod koniec 1934 trio The Gumm Sisters zmieniło nazwę na „The Garland Sisters”. Jednak już w sierpniu 1935 trio się rozpadło, kiedy Suzanne Garland wyjechała do Reno w Nevadzie i poślubiła tam muzyka Lee Kahna, członka orkiestry Jimmy’ego Davisa, grającej w miejscowości wypoczynkowej Cal Neva Lodge nad jeziorem Tahoe.

### Kontrakt z Metro-Goldwyn-Mayer
W 1935 Judy Garland podpisała siedmioletni kontrakt z wytwórnią filmową Metro-Goldwyn-Mayer, przypuszczalnie bez zdjęć próbnych, chociaż kilka miesięcy wcześniej studio częściowo wypróbowało jej zdolności. Początkowo wytwórnia nie wiedziała, do jakich ról zaangażować Garland – w wieku 13 lat była starsza niż typowa aktorka dziecięca, a na dorosłe role była zbyt młoda. Również wygląd fizyczny dziewczynki był dla MGM problemem: mierzyła zaledwie 151 cm wzrostu, a jej aparycja prowincjonalnej „ślicznotki” lub „dziewczyny z sąsiedztwa” nie odpowiadała hollywoodzkim kanonom piękna, jakie musiały spełniać czołowe aktorki tamtych czasów. Sprawiło to, że Garland zaczęła odczuwać niepokój, a nawet zawstydzenie z powodu swojego wyglądu. Charles Walters, reżyser kilku filmów z udziałem Garland, powiedział: „Judy chodziła do szkoły przy Metro z Avą Gardner, Laną Turner, Elizabeth Taylor, prawdziwymi pięknościami. Była wówczas wielką żyłą złota, odniosła wielki sukces, ale była brzydkim kaczątkiem... Myślę, że przez długi czas miało to bardzo szkodliwy wpływ na jej emocjonalność. Sądzę, że zostało to w niej na zawsze”. Jej brak pewności siebie nasilił się jeszcze przez postawę szefa studia, Louisa B. Mayera, który mówił o niej jako o swoim „małym garbusku”.
W pierwszych latach pracy w studiu była ubierana do zdjęć w codzienne stroje oraz w plisowane, młodzieżowe sukienki i kostiumy, jako pasujące do wizerunku „dziewczyny z sąsiedztwa”, który miała kreować. Zmuszano ją też do noszenia wymiennych nasadek na zęby i gumowych dysków zmieniających kształt nosa. Wykonywała różne prace w studiu i ostatecznie wystąpiła obok Deanny Durbin w krótkometrażowym musicalu W każdą niedzielę. W filmie tym kontraltowy głos i swingowy styl Garland kontrastował z operowym sopranem Durbin. Jednym z powodów realizacji filmu była chęć przedłużenia przez wytwórnię okresu zdjęć próbnych obu aktorek – kierownictwo studia kwestionowało zasadność posiadania na swojej liście płac dwóch śpiewających dziewcząt. Mayer postanowił zatrzymać obie aktorki, ale do tego czasu Durbin podpisała umowę z Universal Studios.

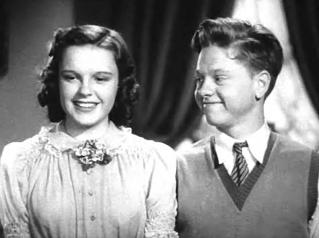
Garland z Mickeyem Rooneyem w filmie Andy Hardy zakochany (1938)

W 1935 wystąpiła w programie Shell Chateau Hour, w którym po raz pierwszy profesjonalnie wykonała piosenkę „Zing! Went the Strings of My Heart”; utwór stał się standardem na wielu jej koncertach. Następnie zwróciła na siebie uwagę kierownictwa wytwórni przez zaśpiewanie specjalnej aranżacji „You Made Me Love You” dla Clarka Gable’a podczas przyjęcia urodzinowego wydanego na cześć aktora przez studio. Jej interpretacja została tak dobrze oceniona, że w filmie Broadway Melody of 1938 (1937) zaśpiewała ten sam utwór do fotografii Gable’a.
Przełomem w karierze filmowej Garland okazały się jej role w serii „podwórkowych musicali”, w których zagrała u boku Mickeya Rooneya. Duet ten po raz pierwszy wystąpił w filmie klasy B Mały dżentelmen. Stał się rewelacją i ponownie zagrał razem w filmie Andy Hardy zakochany. Garland zagrała obok Mickeya Rooneya łącznie w dziesięciu filmach. Aby mogli sprostać występom w jednym filmie po drugim bez przerwy, Garland, Rooneyowi i innym młodym aktorom stale dostarczano pobudzającą amfetaminę, a przed snem – uspokajające barbiturany. Regularne dawki narkotyków doprowadziły do uzależnienia Garland, z którym walczyła przez całe życie i które w końcu przyczyniło się do jej śmierci. W późniejszych latach bardzo źle wspominała tę wyczerpującą pracę i uważała, że MGM ukradła jej młodość. Pomimo udanej kariery filmowej i muzycznej, nagród, pochwał ze strony krytyków oraz zdolności do zapełniania sal koncertowych na całym świecie Garland przez całe życie odczuwała brak wiary w siebie i domagała się ciągłych zapewnień, że jest atrakcyjna i utalentowana.

### Czarnoksiężnik z Oz

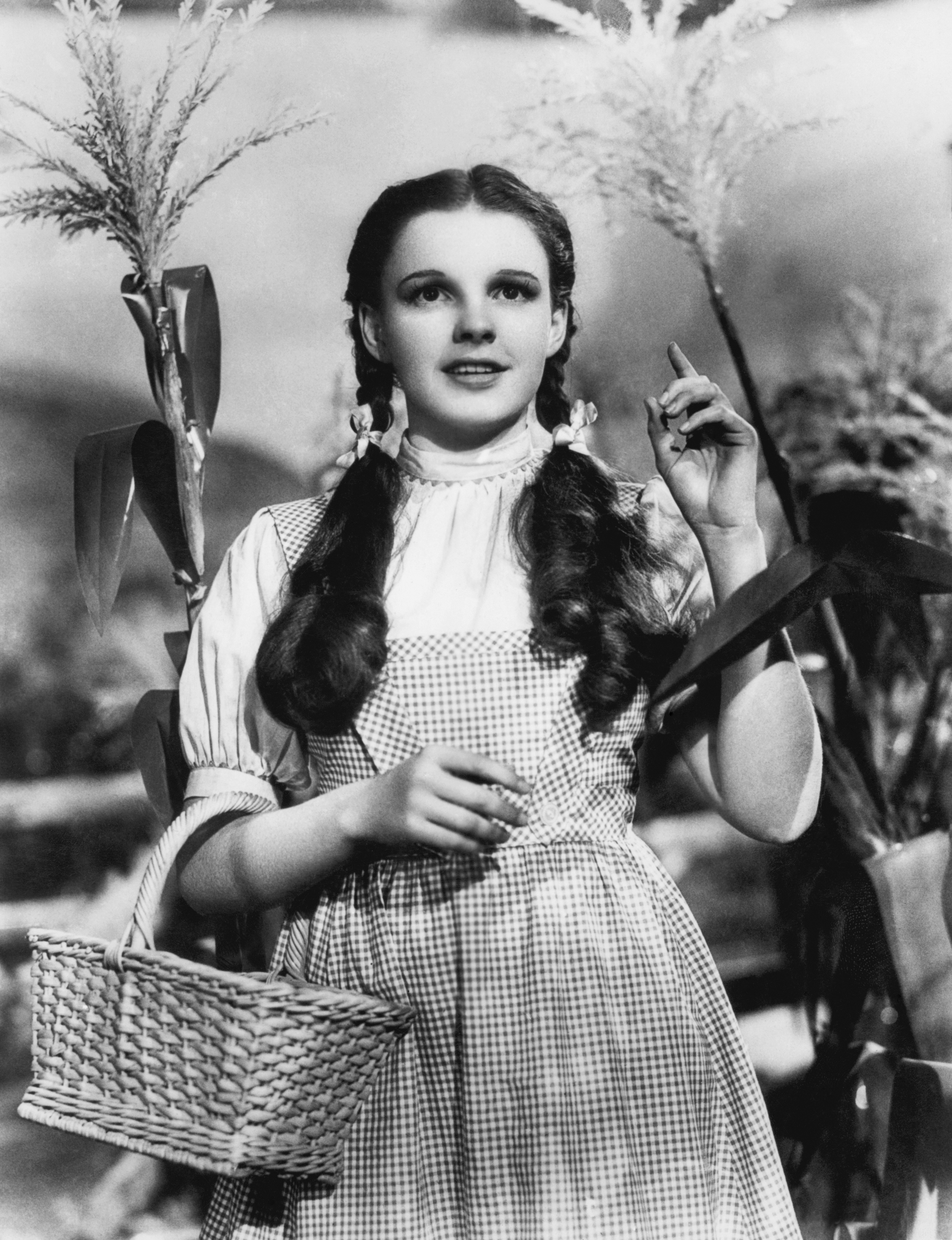
Garland jako Dorotka Gale w Czarnoksiężniku z Oz (1939)

W 1938 została obsadzona w głównej roli Dorotki Gale w Czarnoksiężniku z Oz, filmie opartym na powieści dla dzieci L. Franka Bauma. W filmie zaśpiewała m.in. piosenkę „Over the Rainbow”, z którą od tego czasu zawsze była identyfikowana. Chociaż producenci Arthur Freed i Mervyn LeRoy od początku chcieli zaangażować Garland, szef studia Mayer próbował najpierw wypożyczyć z 20th Century-Fox Shirley Temple, jednak ostatecznie aktorki nie zatrudniono. Początkowo na potrzeby roli Garland nosiła perukę w kolorze blond, ale wkrótce po rozpoczęciu zdjęć Freed i LeRoy zrezygnowali z tego pomysłu. Piersi aktorki zostały ściśnięte taśmą, nastolatka musiała też nosić gorset, który spłaszczał jej krągłości i sprawiał, że wyglądała młodziej. Nawet wzór i fason jej kraciastej, bawełnianej sukienki został tak dobrany, aby ukrywać jej kobiece już kształty.
Kręcenie zdjęć do filmu rozpoczęło się 13 października 1938 i zakończyło 16 marca 1939, a ostateczny koszt produkcji wyniósł ponad 2 miliony dolarów. Po zakończeniu zdjęć Garland wyruszyła w trasy promocyjne, która biegła przez całe Stany Zjednoczone, a jej punktem kulminacyjnym była nowojorska premiera Czarnoksiężnika z Oz w Capitol Theatre 17 sierpnia 1939. Tournée było bardzo wyczerpujące, gdyż harmonogram przewidywał nawet pięć występów jednego dnia. Czarnoksiężnik z Oz odniósł ogromny sukces, jednak jego wysoki budżet i koszty reklamy (wynoszące razem w przybliżeniu ponad 4 miliony dolarów) w połączeniu z niższymi wpływami generowanymi przez tańsze bilety dla dzieci, sprawiły, że film zaczął przynosić zyski dopiero po powtórnym trafieniu na ekrany w 1949. Popularność Czarnoksiężnika z Oz sprawiła, że w 1956 był pierwszym fabularnym filmem pełnometrażowym adaptowanym dla potrzeb TV, a śpiewana przez Garland piosenka „Over the Rainbow” zyskała status evergreenu. Po zakończeniu zdjęć do Czarnoksiężnika… zaczęła pracę nad filmem Babes in Arms.
Podczas ceremonii wręczenia Oscarów w 1940 odebrała Academy Juvenile Award za występy w 1939, tj. w Czarnoksiężniku z Oz i Babes in Arms. W następstwie tego dowodu uznania stała się jedną z najbardziej kasowych gwiazd studia MGM.

### Dorosła gwiazda
W 1940 zagrała główne role w trzech filmach: Andy Hardy Meets Debutante, Strike Up the Band i Little Nellie Kelly. W tym ostatnim zagrała swoją pierwszą dorosłą rolę – podwójną rolę matki i córki. Film Little Nellie Kelly (prawa do ekranizacji zakupiono od George’a M. Cohana) miał być jednocześnie miernikiem służącym do oceny zarówno jej atrakcyjności dla widza, jak i jej wyglądu fizycznego. Rola ta była dla niej wyzwaniem: mówienie z irlandzkim akcentem, pierwszy dorosły pocałunek, a także pierwsza (i jedyna) scena śmierci zagrana w karierze. Sukces, jaki osiągnęły te trzy filmy oraz kolejne trzy obrazy z 1941 (Kulisy wielkiej rewii, Life Begins for Andy Hardy, Laski na Broadwayu), umocnił jej pozycję w MGM jako czołowej gwiazdy wytwórni.

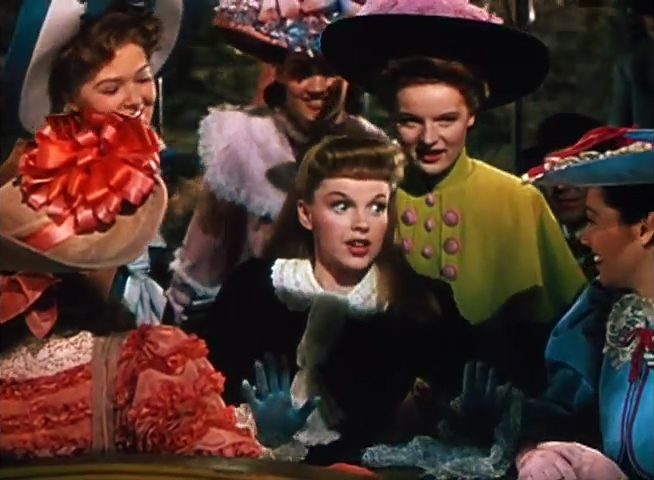
Garland w filmie Spotkamy się w St. Louis (1944)

W następnym filmie, Dla mnie i mojej dziewczyny, w którym wystąpiła obok debiutującego na ekranie Gene’a Kelly’ego, była zauważalnie szczuplejsza, a jej imię i nazwisko po raz pierwszy znalazło się przed tytułem filmu, czym zerwała z wizerunkiem nastoletniej gwiazdki, osiągając status dorosłej gwiazdy filmowej. Kiedy miała 21 lat, na potrzeby filmu Presenting Lily Mars poddano ją „terapii upiększającej” – zaczęła nosić „dorosłe” suknie, a rozjaśnione włosy ułożone miała w modną fryzurę. Niezależnie od tego, jak pociągająco i atrakcyjnie wyglądała na ekranie lub na zdjęciach, nigdy nie była pewna swojego wyglądu i nie uwolniła się od wizerunku „dziewczyny z sąsiedztwa”, który kiedyś stworzyła dla niej wytwórnia MGM.
Jednym z jej najbardziej udanych filmów dla MGM było Spotkamy się w St. Louis, w którym wykonała trzy standardy: „The Trolley Song”, „The Boy Next Door” I „Have Yourself a Merry Little Christmas”. Vincente Minnelli, którego wybrano do wyreżyserowania tego filmu, poprosił charakteryzatorkę Dorothy Ponedel, aby poprawiła wygląd Garland. Ponedel uczyniła to m.in. poprzez wydłużenie i zmianę kształtu jej brwi, zmianę linii włosów i linii warg, a także zdjęcie gumowych dysków z jej nosa. Garland tak bardzo doceniła rezultat tych zmian, że Ponedel stała się jej osobistą charakteryzatorką również w pozostałych filmach nakręconych dla MGM. Podczas pracy nad Spotkamy się w St. Louis Garland i Minnelli, po początkowych konfliktach, nawiązali romans, a 15 czerwca 1945 się pobrali. Jej pierwszą rolą w typowym dramatem filmowym był występ w Pod zegarem (1945), w którym wystąpiła u boku Roberta Walkera. Chociaż obraz był chwalony przez krytyków i wypracował zysk finansowy, większość widzów oczekiwała od Garland śpiewu. Minęło wiele lat, zanim znowu zagrała w dramatycznej, nieśpiewanej roli. Inne znane filmy Garland z lat 40. XX wieku to: Dziewczęta Harveya (1946), w którym wykonała nagrodzoną Oscarem piosenkę „On the Atchison, Topeka and the Santa Fe”, oraz Pirat (1948).

### Odejście z MGM
W kwietniu 1947, podczas pracy nad Piratem, doznała załamania nerwowego i została umieszczona w prywatnym sanatorium. Udało jej się zakończyć zdjęcia do filmu, ale w lipcu tego roku podjęła pierwszą próbę samobójczą – szkłem z rozbitej szklanki próbowała przeciąć sobie żyły na nadgarstku, co skończyło się jednak tylko na niewielkim zranieniu. W okresie tym spędziła dwa tygodnie na leczeniu w Austen Riggs Center, szpitalu psychiatrycznym w Stockbridge w stanie Massachusetts.
Po zakończeniu pracy nad Piratem zagrała jeszcze w trzech filmach dla MGM: Paradzie wielkanocnej (w którym tańczyła obok Freda Astaire’a), Dziewczynie z Chicago  oraz Summer Stock – jej ostatnim filmie w Metro-Goldwyn-Mayer.
Z uwagi na stan psychiczny była niezdolna do ukończenia szeregu filmów. Podczas kręcenia zdjęć do obrazu Przygoda na Broadwayu zażywała przepisane leki nasenne wraz z nielegalnie zdobytymi pigułkami zawierającymi morfinę. To, w połączeniu z migrenowymi bólami głowy, doprowadziło do opuszczenia przez aktorkę kilku kolejnych dni zdjęciowych. Po tym, jak lekarz orzekł, że Garland może pracować tylko przez 4–5 dni z rzędu z dłuższymi przerwami na odpoczynek, 18 lipca 1948 producent Arthur Freed podjął decyzję o jej zawieszeniu – jej rolę przejęła Ginger Rogers. Później Garland obsadzono w głównej roli Annie Oakley w filmowej adaptacji Rekordu Annie. Nie czuła się komfortowo, mając w perspektywie objęcie roli, którą publiczność kojarzyła z Ethel Merman, denerwował ją też stosunek do niej reżysera filmu Busby’ego Berkeleya. Spowodowało to, że zaczęła spóźniać się na plan zdjęciowy, a czasami w ogóle się na nim nie stawiała. 10 maja 1949 została zawieszona w pracy nad filmem, a 10 dni później zastąpiona przez Betty Hutton.
Następnie dołączyła do obsady filmu Królewskie wesele u boku Freda Astaire’a, zastępując June Allyson, która w 1950 zaszła w ciążę. Ponownie nie pojawiała się na planie, w związku z czym 17 czerwca 1950 wytwórnia zawiesiła jej kontrakt, a w Królewskim weselu zastąpiła ją Jane Powell. Wiarygodne biografie napisane po jej śmierci mówią, że po tym wydarzeniu Garland zadrasnęła się w szyję rozbitą szklanką, w wyniku czego powstała jedynie lekka rana, incydent ten stał się jednak powodem powstania sensacyjnej plotki, że przygnębiona Garland poderżnęła sobie gardło. Aktorka tak później wspominała tę rzekomą próbę samobójczą: „Miałam wielki mętlik w głowie. Chciałam skończyć z przyszłością, jak i z przeszłością. Chciałam skrzywdzić siebie i wszystkich, którzy mnie skrzywdzili”. 29 września 1950 roku wytwórnia filmowa MGM rozwiązała umowę z Garland.

### Sukcesy na scenie

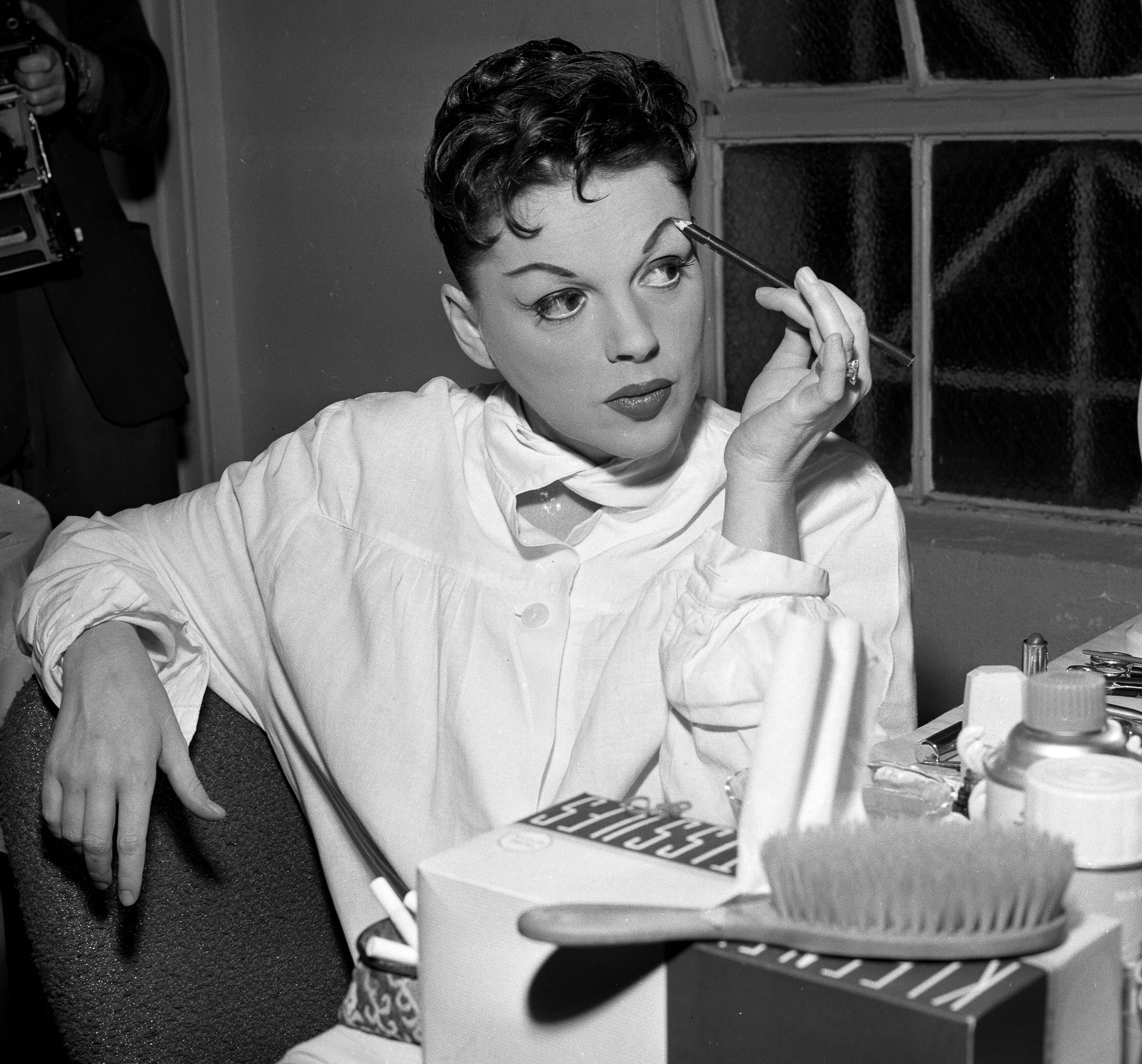
Garland przed koncertem (1957)

W 1951 zatrudniła Sida Lufta na stanowisku menedżera. Luft zorganizował jej czteromiesięczną trasę koncertową po Wielkiej Brytanii, gdzie występowała przed liczną widownią w Anglii, Szkocji i Irlandii. W ramach tournée po raz pierwszy wystąpiła w London Palladium, gdzie koncertowała przez 4 tygodnie w kwietniu i maju 1951. Chociaż część brytyjskiej prasy przed pierwszym występem krytykowała ją jako „zbyt pulchną”, po występach Garland otrzymała entuzjastyczne recenzje, a owacje, którymi ją nagrodzono, menedżer London Palladium określił jako „najgłośniejsze, jakie kiedykolwiek słyszał”.
W październiku 1951 rozpoczęła występy wodewilowe w nowo odnowionym, broadwayowskim Palace Theatre. Jej nieschodzące z afisza przez 19 tygodni występy pobiły wszystkie dotychczasowe rekordy teatru i zostały określone jako „jeden z największych osobistych tryumfów w historii show-biznesu”. W 1952 została uhonorowana specjalną nagrodą Tony za wkład w odrodzenie wodewilu poprzez występy w Palace Theatre.
Jej osobiste i zawodowe osiągnięcia w tym czasie były zakłócane przez działania jej matki Ethel Gilmore. W maju 1952, w szczytowym okresie powrotu Garland na scenę, Gilmore ujawniła na łamach pisma „Los Angeles Mirror”, że gdy córka zbijała fortunę na występach w Palace Theatre, ona pracowała za biurkiem w Douglas Aircraft Company za 61 dolarów tygodniowo. Obie kobiety od lat czuły do siebie urazę, a Garland kiedyś zarzuciła matce, że ta „niczego nie robiła dobrze, oprócz tworzenia chaosu i strachu” i oskarżyła ją o złe zarządzanie i sprzeniewierzanie jej zarobków od najwcześniejszych dni jej kariery. Siostra Judy, Virginia, zaprzeczyła temu, stwierdzając: „Mama nigdy nie wzięła od Judy ani dziesięciocentówki”. 5 stycznia 1953 Ethel Gilmore znaleziono martwą na parkingu Douglas Aircraft Company.

### Narodziny gwiazdy

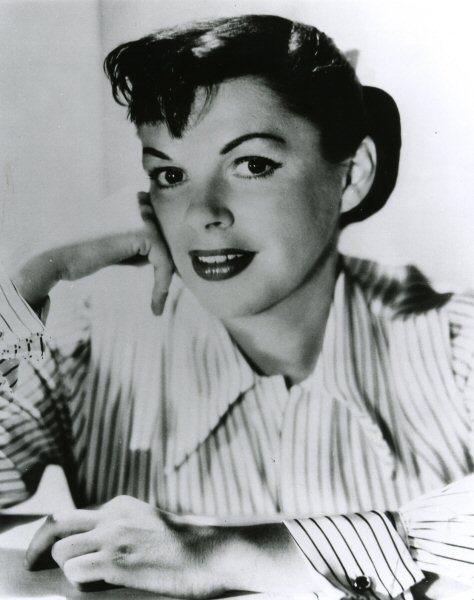
Fotos reklamowy Narodzin gwiazdy (1954)

W 1954 wystąpiła w muzycznym remake'u filmu Narodziny gwiazdy z 1937. Luft i Garland, poprzez swoją firmę produkcyjną Transcona Enterprises, byli producentami obrazu, podczas gdy Warner Bros. dostarczył fundusze, środki produkcji i ekipę realizatorską. Reżyserem został George Cukor, a główną rolę męską zagrał James Mason. Film ten był dużym przedsięwzięciem, w które Garland początkowo w pełni się zaangażowała, jednak im dalej posuwały się zdjęcia, tym częściej nie stawiała się na planie, usprawiedliwiając się chorobą, tak jak podczas kręcenia swoich ostatnich filmów w MGM. Opóźnienia w produkcji doprowadziły do przekroczenia budżetu i konfliktu z szefem wytwórni Warner Bros. Jackiem Warnerem. 17 marca 1954 dotychczas nakręcony materiał filmowy (w którym brakowało kilku sekwencji muzycznych) zaczęto poddawać obróbce montażowej. Po naleganiach Lufta nakręcono długą scenę Born in a Trunk i wstawiono ją do gotowej wersji filmu, mimo sprzeciwu ze strony Cukora, który obawiał się, że to wydłużenie filmu doprowadzi do cięć w innych jego fragmentach. Kilkunastominutowa sekwencja Born in a Trunk została ukończona 29 czerwca 1954.
W dniu światowej premiery filmu, 29 września 1954, obraz spotkał się z uznaniem ze strony krytyków i publiczności. Zanim film trafił na ekrany kin, został drastycznie skrócony zgodnie z wytycznymi Jacka Warnera. Szef Warner Bros. uległ tym samym naciskom ze strony właścicieli kin, którzy obawiali się, że 182-minutowy film będą w stanie pokazywać tylko trzy lub cztery razy dziennie zamiast pięciu bądź sześciu, w związku z czym poniosą straty finansowe. Bez wiedzy i zgody Cukora wycięto około 30 minut materiału filmowego, zawierającego dwie główne sekwencje muzyczne oraz dwie kluczowe sceny dramatyczne, wywołując oburzenie wśród krytyków i kinomanów. W rezultacie Narodziny gwiazdy przyniosły straty finansowe, a spodziewane zyski, które miały ustabilizować sytuację finansową Garland, nigdy się nie pojawiły. Firma Garland Transcona nie nakręciła później żadnego filmu z Warnerem.
Garland została nominowana do Oscara dla najlepszej aktorki pierwszoplanowej i w okresie poprzedzającym 27. ceremonię wręczenia Oscarów była powszechnie typowana na zwyciężczynię. Nie mogła uczestniczyć w ceremonii, ponieważ dzień wcześniej urodziła swoje trzecie dziecko. W dniu rozdania nagród w jej pokoju w szpitalu pojawiła się ekipa telewizyjna, która miała nagrać jej przemówienie, Oscara zdobyła jednak Grace Kelly za Dziewczynę z prowincji (1954) i ekipa telewizyjna spakowała się, zanim Kelly zdążyła wejść na scenę. Garland żartowała później z tego zdarzenia na antenie swojego programu telewizyjnego: „... i nikt nie powiedział do widzenia”. Po ceremonii Groucho Marx wysłał Garland telegram, w którym stwierdził, że jej przegrana była „największym rabunkiem od czasu skoku na Brink’sa”. Po dziś dzień jest ona uznawana za jedną z największych pomyłek w historii nagród Amerykańskiej Akademii Filmowej. Garland za rolę Vicki Lester w Narodzinach Gwiazdy otrzymała za to Złoty Glob w kategorii najlepsza aktorka w filmie komediowym lub musicalu.
Do filmów Garland nakręconych po Narodzinach gwiazdy należą: Wyrok w Norymberdze (1961, pierwsza nieśpiewana rola po Pod zegarem, otrzymała za nią nominacje do Oscara i Złotego Globu w kategorii najlepsza aktorka drugoplanowa), kreskówka Gay Purr-ee (1962, jedyna rola w karierze Garland, w której podkładała jedynie swój głos) oraz Dziecko czeka (1963) z Burtem Lancasterem. Jej ostatnia rola w filmie I dalej będę śpiewać u boku Dirka Bogarde'a odzwierciedlała jej własne życie światowej sławy śpiewającej gwiazdy. Jej ostatnim ekranowym wykonaniem piosenki było „I Could Go on Singing” na końcu filmu.

### Telewizja, koncerty i występ w Carnegie Hall

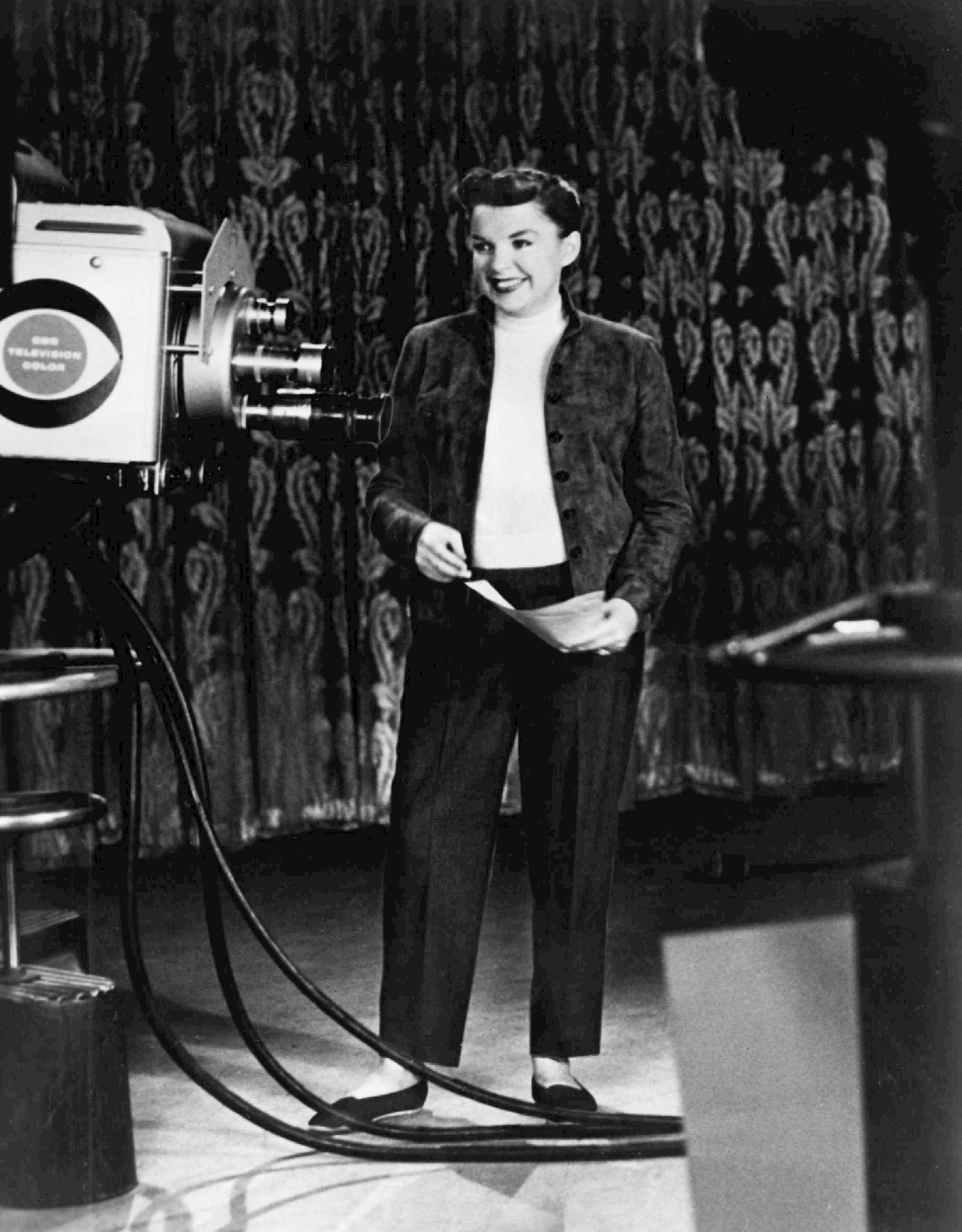
Garland w czasie przygotowań do nagrania Ford Star Jubilee (1955)

Od 1955 wystąpiła w wielu programach telewizyjnych. Pierwszy z nich, premierowy odcinek Ford Star Jubilee z 1955 był pierwszą audycją stacji CBS w kolorze i pod względem oglądalności okazał się dużym sukcesem, uzyskując 34,8 punktu według wskaźnika Nielsena. Garland podpisała z CBS trzyletni kontrakt o wartości 300 tys. dolarów na występy na antenie stacji. Wyemitowano tylko jeden z nich, nadawany na żywo odcinek General Electric Theater z 1956, następnie stosunki pomiędzy Luftami a CBS popsuły się z powodu konfliktu o formę przyszłych występów. W tym samym roku Garland koncertowała przez cztery tygodnie w New Frontier Hotel przy Las Vegas Strip za wynagrodzenie w wysokości 55 tys. dolarów tygodniowo, co uczyniło z niej najlepiej opłacaną artystkę w historii Las Vegas. Mimo krótkiego ataku ostrego zapalenia krtani jej tamtejsze występy cieszyły się tak dużym powodzeniem, że zostały przedłużone o dodatkowy tydzień. Jeszcze tego samego roku powróciła do londyńskiego Palladium, gdzie od września występowała dwa razy dziennie. Po raz kolejny jej recitale spotkały się z entuzjastycznymi recenzjami i uznaniem publiczności.
W listopadzie 1959 była hospitalizowana z powodu ostrego zapalenia wątroby. Po kilku tygodniach, w styczniu 1960, wciąż osłabioną, wypisano ją ze szpitala. Lekarze powiedzieli Garland, że prawdopodobnie zostało jej najwyżej pięć lat życia, a w najlepszym razie zostanie pół-inwalidką i nigdy już nie będzie mogła śpiewać. Diagnozę przyjęła początkowo z „wielką ulgą”, mówiąc: „Po raz pierwszy w moim życiu zdjęto ze mnie presję”. Po kilku miesiącach Garland udało się jednak dojść do zdrowia i w sierpniu tego samego roku powróciła na scenę Palladium. Gorące przyjęcie przez Brytyjczyków sprawiło, że ogłosiła nawet, iż zamierza na stałe przenieść się do Anglii.
Jej recital w Carnegie Hall 23 kwietnia 1961 w ustach wielu zyskał miano „najwspanialszej nocy w historii show-biznesu”. Dwupłytowy album Judy at Carnegie Hall, będący zapisem tego koncertu, zyskał status złotej płyty i przez 95 tygodni znajdował się na liście Billboard 200, w tym przez 13 tygodni na miejscu pierwszym. Zdobył pięć nagród Grammy, m.in. w kategoriach: Album roku i Best Female Vocal Performance. Nadal wydawane są jego reedycje.
W 1961 z pomocą swojego nowego agenta, Freddiego Fieldsa, zakończyła trwający od pięciu lat spór z CBS oraz wynegocjowała nowy cykl programów rozrywkowych. Pierwszy z nich, zatytułowany The Judy Garland Show, nadano w 1962, a gościnnie wystąpili w nim Frank Sinatra i Dean Martin. W następstwie tego sukcesu stacja CBS złożyła Garland ofertę prowadzenia własnego, cotygodniowego programu rozrywkowego, także o nazwie The Judy Garland Show, za co miała otrzymać wynagrodzenie w wysokości 24 mln dolarów. Ówczesna prasa uznała to za „największą umowę w historii telewizji”. Chociaż Garland jeszcze na początku lat 50. powiedziała, że nigdy nie będzie prowadziła cotygodniowego programu telewizyjnego, przyjęła ofertę, przede wszystkim ze względu na swoją trudną sytuację finansową na początku lat 60. Z powodu niezapłaconych podatków w 1951 i 1952 suma zadłużenia artystki w amerykańskim urzędzie podatkowym (Internal Revenue Service) wynosiła kilkaset tysięcy dolarów, a finansowa porażka Narodzin gwiazdy spowodowała, że nie odniosła ona żadnych korzyści materialnych z tej inwestycji. Stała praca w telewizji miała stanowić zatem pewne zabezpieczenie.
Cotygodniowy program Garland zadebiutował 29 września 1963, po trzecim wydaniu specjalnym Judy Garland and Her Guests Phil Silvers and Robert Goulet. The Judy Garland Show spotkał się z pozytywnym przyjęciem krytyki, ale z różnych powodów (m.in. zajmowania tego samego czasu antenowego, co serial Bonanza w NBC) przetrwał tylko jeden sezon i został zdjęty z anteny w 1964, po 26 odcinkach. Mimo swojego krótkiego istnienia program był nominowany do czterech nagród Emmy. Garland ciężko przeżyła zdjęcie z anteny swojego programu, zwłaszcza że wiązało się to dla niej również z konsekwencjami finansowymi, i nigdy w pełni nie otrząsnęła się z tej porażki.

### Ostatnie lata

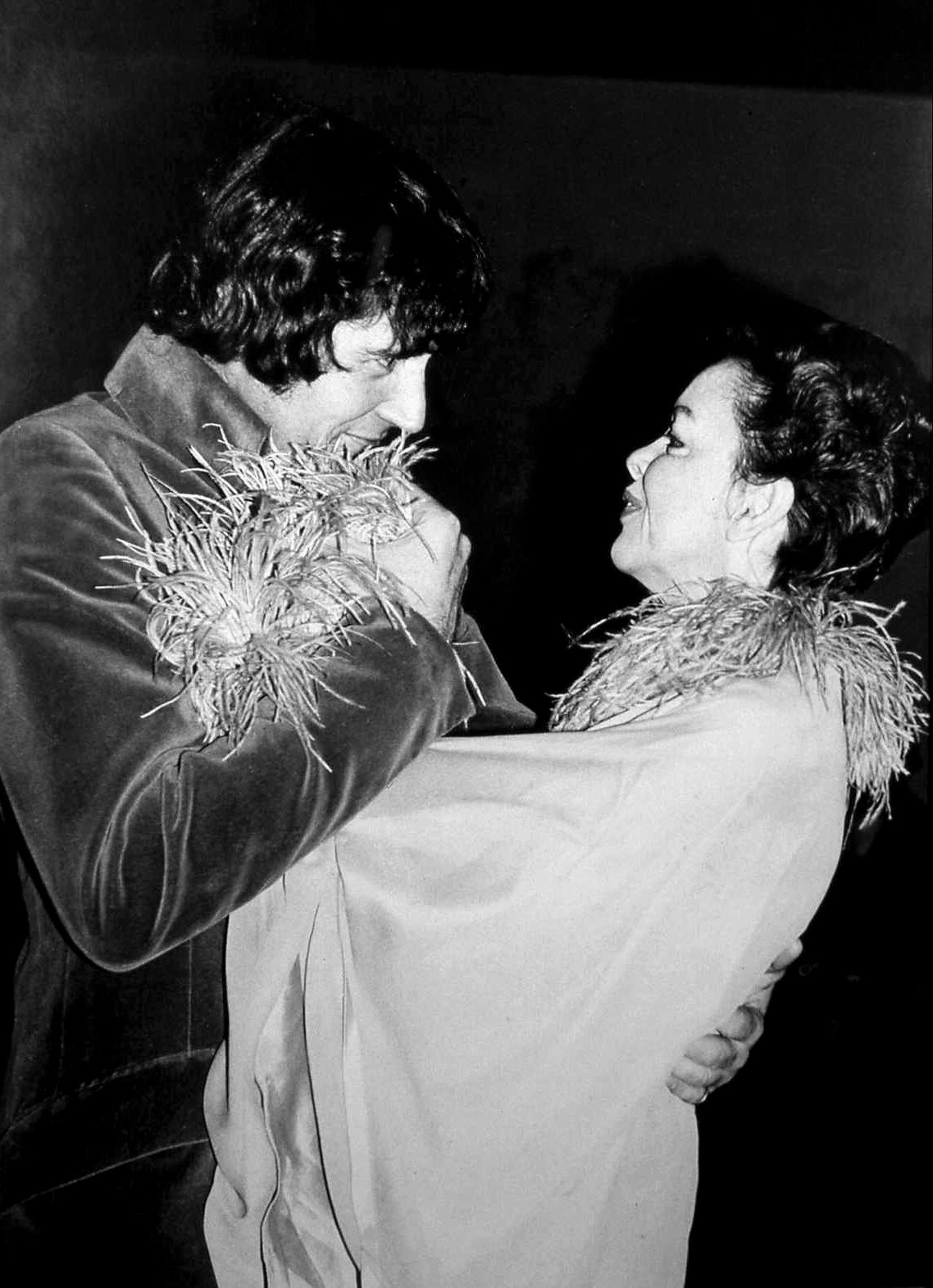
Garland i Mickey Deans w dniu ślubu (1969)

Po zakończeniu emisji swojego programu Garland powróciła na scenę. W listopadzie 1964 wystąpiła ze swoją 18-letnią wówczas córką Lizą Minnelli w London Palladium. Koncert ten, który był równocześnie transmitowany przez brytyjską stację ITV, był jednym z jej ostatnich występów w tym miejscu. Pojawiła się jeszcze w The Ed Sullivan Show, The Tonight Show, The Hollywood Palace i The Merv Griffin Show, prowadząc w tym ostatnim gościnnie jeden odcinek.
W 1964 jej trasa koncertowa po Australii okazała się w dużej mierze porażką. Pierwszy koncert w Sydney, zorganizowany na Sydney Stadium, gdyż żadna sala koncertowa nie zdołałaby pomieścić tłumów chcących zobaczyć artystkę, był udany i otrzymał pozytywne recenzje. Kolejny występ, w Melbourne, rozpoczął się jednak z godzinnym opóźnieniem. 7-tysięczny tłum, rozzłoszczony spóźnieniem, sądzący, że Garland jest pijana, wygwizdał ją i przeszkadzał w śpiewaniu, na skutek czego zeszła ze sceny po zaledwie 45 minutach. Widownię z Melbourne scharakteryzowała później jako „brutalną”. Drugi koncert w Sydney był już spokojny, ale nie zdołało to zatrzeć złego wrażenia z występu w Melbourne. Próbowano je zatrzeć, wydając oświadczenie o niedawnym ciężkim zapaleniu opłucnej piosenkarki, a następnie poprzez czwarte małżeństwo Garland z promotorem trasy koncertowej Markiem Herronem.
W lutym 1967 została obsadzona w roli Helen Lawson w filmie Dolina lalek, wyprodukowanym przez wytwórnię 20th Century-Fox. Pierwowzorem postaci Neely O’Hary (w tej roli Patty Duke) w książce Jacqueline Susann prawdopodobnie była sama Garland. Podczas prac nad filmem Garland opuszczała próby, dlatego w kwietniu rozwiązano z nią umowę, a na jej miejsce zatrudniono Susan Hayward. Nagranie piosenki „I'll Plant My Own Tree” do ścieżki dźwiękowej Doliny lalek w wykonaniu Garland zachowało się do dziś, tak samo jak zdjęcia do jej prób kostiumowych.
Kolejnym powrotem na estradę była licząca 16 koncertów trasa, w ramach której, w lipcu 1967, Garland po raz ostatni wystąpiła w nowojorskim Palace Theatre. Na scenie pojawiła się wraz ze swoimi dziećmi: Lorną i Joeyem Luftami. Podczas występów nosiła cekinowy spodnium, który był częścią oryginalnej garderoby dla jej roli w Dolinie lalek.
Na początku 1969 stan zdrowia Garland uległ pogorszeniu. Przez pięć tygodni występowała w klubie nocnym Talk of the Town w Londynie. 25 marca zagrała w Kopenhadze ostatni koncert w swoim życiu.

### Śmierć

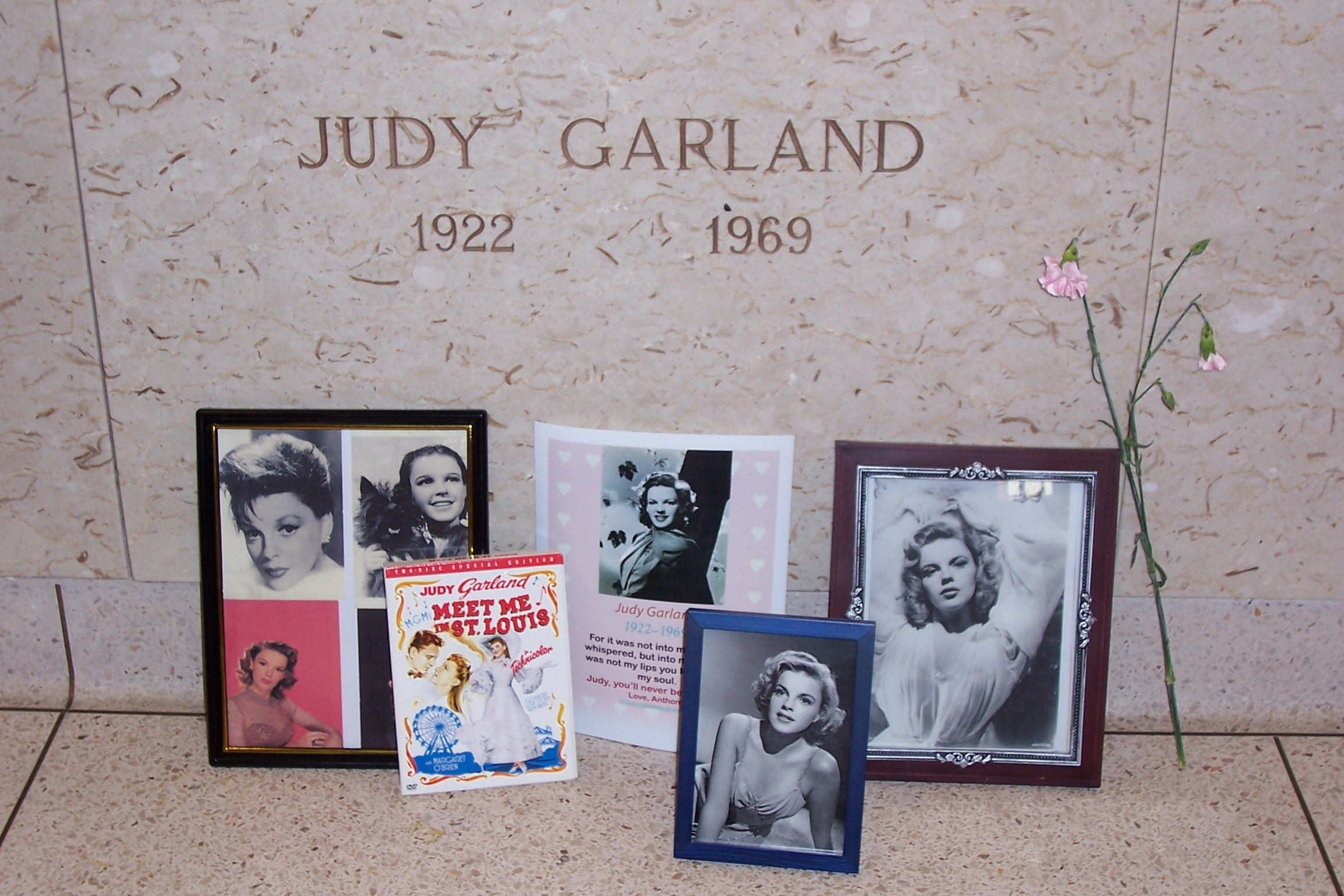
Krypta Judy Garland w mauzoleum na Cmentarzu Ferncliff

22 czerwca 1969 martwa Garland została znaleziona przez Deansa na podłodze łazienki wynajmowanego przez nich domu w Chelsea w Londynie. Koroner Gavin Thurston stwierdził w dochodzeniu, że przyczyną śmierci było „nieostrożne przedawkowanie” barbituranów: krew aktorki zawierała równowartość 1,5 grana (97 mg) kapsułek Seconalu. Thursdon podkreślił, że przedawkowanie było przypadkowe i że nie było żadnych dowodów sugerujących popełnienie samobójstwa. Sekcja zwłok Garland wykazała, że nie doszło do zapalenia błony śluzowej żołądka, nie znaleziono też pozostałości leków w żołądku, co wskazywało na to, że były one połykane przez dłuższy okres, a nie w jednej dawce. Jak stwierdzono w akcie zgonu, jej śmierć była „niezamierzona”. Przypadkowość zgonu potwierdza także fakt odnalezienia na jej łóżku buteleczki na 25 pigułek barbituranów opróżnioną do połowy i nieotwartą butelkę ze 100 tabletkami. Oprócz tego brytyjski specjalista, który leczył Garland, powiedział, że jego pacjentka żyła na kredyt z powodu marskości wątroby. Garland ukończyła 47 lat zaledwie 12 dni przed swoją śmiercią.
Jej pogrzeb odbył się 27 czerwca 1969. Aktor Ray Bolger, z którym Garland zagrała w Czarnoksiężniku z Oz i Dziewczętach Harveya, powiedział na jej pogrzebie: „Ona po prostu się wyczerpała”. Około 20 tys. osób przyszło do Frank E. Campbell Funeral Chapel w Nowym Jorku, aby zobaczyć jej ciało. Krótkie nabożeństwo episkopalne odprawił pastor Peter A. Delaney z Londynu, który trzy miesiące wcześniej udzielił ślubu Garland i Deansowi. Mowę pogrzebową wygłosił James Mason. Garland pochowano w mauzoleum na Cmentarzu Ferncliff w Hartsdale w stanie Nowy Jork.

## Życie prywatne
Pod koniec lat 30. przeżyła swoje pierwsze poważne romanse. Pierwszy z nich miała z liderem big-bandu Artie Shawem, jednak przeżyła załamanie, gdy muzyk na początku 1940 ożenił się z Laną Turner. Następnie związała się z kompozytorem Davidem Rose’em, z którym się zaręczyła, jednak zwlekała ze ślubem, bo Rose wówczas formalnie wciąż był mężem aktorki i piosenkarki Marthy Raye. Po uprawomocnieniu się rozwodu pary, 28 lipca 1941 Garland wyszła za Rose’a. W styczniu 1943 aktorka, która rok wcześniej usunęła ciążę, zgodziła się na próbną separację, a w 1944 rozwiodła się z mężem. Podczas pracy nad filmem Spotkamy się w St. Louis nawiązała romans z Vincentem Minnellim, za którego wyszła 15 czerwca 1945, ale w 1951 się z nim rozwiodła. Mieli córkę, Lizę Minnelli (ur. 12 marca 1946).
8 czerwca 1952 w Hollister w stanie Kalifornia poślubiła swojego menedżera, Sidneya Lufta. Mieli dwoje dzieci, córkę Lornę (ur. 21 listopada 1952) i syna Josepha (ur. 1955). W 1963 wniosła pozew o rozwód z mężem, jako przyczynę podając „okrucieństwo” — utrzymywała, że Luft wielokrotnie bił ją po pijanemu i że próbował siłą zabrać jej dzieci. Wnioski o rozwód z Luftem składała już wcześniej, po raz pierwszy w 1956.
W 1964, formalnie pozostając żoną Lufta, wyszła za promotora trasy koncertowej Marka Herrona, a ich ślub miał miejsce na pokładzie frachtowca u wybrzeży Hongkongu. Jej rozwód z Luftem uprawomocnił się 19 maja 1965 roku, ale Garland i Herron zawarli legalnie związek małżeński dopiero 14 listopada. Rozwiedli się 11 kwietnia 1967. 15 marca 1969 w Londynie Garland po raz ostatni wyszła za mąż, biorąc ślub z Mickeyem Deansem.

## Spuścizna
Spuścizna Garland jako artystki i osobowości przetrwała długo po jej śmierci. American Film Institute (AFI) umieścił ją na ósmym miejscu wśród najlepszych aktorek wszech czasów. Poświęcono jej ponad dwadzieścia biografii, włącznie z dobrze przyjętą Me and My Shadows: A Family Memoir autorstwa córki Garland, Lorny Luft. Wspomnienia Luft zostały później zaadaptowane na wielokrotnie nagradzany miniserial telewizyjny pt. Historia Judy Garland, który zdobył m.in. nagrody Emmy dla dwóch aktorek grających Garland: Tammy Blanchard i Judy Davis. Jej życie jest tematem sztuki Billy’ego Van Zandta Własność znana jako Judy Garland z 2006 roku. Jej polska premiera miała miejsce w maju 2011 roku, w warszawskim Teatrze „Capitol”. W rolę Judy wcieliła się Hanna Śleszyńska. Garland jest także główną bohaterką sztuki Na końcu tęczy Petera Quiltera, której akcję umiejscowiono w londyńskim hotelu Ritz, na pół roku przed śmiercią artystki. Polskojęzyczną wersję utworu wystawiły teatry z Krakowa (2008), Łodzi (2010) i Chorzowa (2008). Garland pośmiertnie nagrodzono Grammy Lifetime Achievement Award w 1997 roku. Kilka jej nagrań wprowadzono do Grammy Hall of Fame. Jest wśród nich utwór „Over the Rainbow”, który zajął pierwsze miejsce na liście stu najlepszych piosenek filmowych, sporządzonej przez AFI. W zestawieniu tym znalazły się także cztery inne utwory Garland: „The Man That Got Away” (miejsce 11.), „The Trolley Song” (26.), „Get Happy” (61.) oraz „Have Yourself a Merry Little Christmas” (76.).
W 2006 została upamiętniona na znaczku pocztowym w związku z serią „Legendy Hollywoodu”.

### Ikona gejów
Judy Garland uważana jest za jedną z ikon gejów. Zawsze miała wielu fanów wśród społeczności LGBT, co uzasadniano następującymi powodami: podziw dla jej talentu, sposób, w jaki zmagała się z kłopotami osobistymi u szczytu sławy, który miał odzwierciedlać walkę o równouprawnienie dyskryminowanych w tamtych czasach amerykańskich gejów, oraz jej ogólną wartość dla kultury homoseksualnej. Niewątpliwie duży wpływ miał tu też specyficzny tragizm jej życia i kariery oraz symbolizm jej najgłośniejszej roli w Czarnoksiężniku z Oz. O ile postać Judy Garland należy do ikonografii kulturalnej całego środowiska LGBT, trudno nie podkreślić jej specyficznej roli w subkulturze drag queens. Melodramatyzm i teatralność legendy Judy Garland uczyniły ją jednym z najpopularniejszych tematów (obok jej córki, Lizy Minnelli i Barbry Streisand) występów estradowych większości wielu znanych artystów tego gatunku scenicznego.
Datę śmierci i pogrzebu Garland 27 czerwca 1969 roku często łączy się z momentem wybuchu zamieszek w Stonewall, które rozpoczęły się we wczesnych godzinach 28 czerwca 1969 roku, stając się początkiem nowoczesnego ruchu wyzwolenia gejów. Niezależnie od tego, czy zbieżność w czasie tych dwóch wydarzeń była przypadkowa, stały się one częścią historii i tradycji ruchu LGBT. Wielu uczestników pogrzebu artystki i następujących po tym wydarzeniach Stonewall widziało w tym moment samorealizacji i dostrzeżenia siły i znaczenia środowiska gejowskiego.
Sama Judy Garland, jak twierdziła, nie przywiązywała wagi do swej szczególnej popularności wśród gejów. Na zadane jej kiedyś pytanie, jak odbiera fakt, że jest ich ikoną, odpowiedziała: „Nic mnie to nie obchodzi. Śpiewam dla ludzi”.

## Filmografia i występy
W swej trwającej ponad czterdzieści lat karierze Judy Garland występowała w filmach, radiu, telewizji i na estradzie. Pojawiła się w ponad czterdziestu filmach. Jej kariera filmowa została przerwana w 1950 roku (kiedy zwolniono ją ze studia MGM po tym, jak okazało się, że jest niezdolna do ukończenia kilku filmów), ale w 1954 roku wróciła na ekrany w Narodzinach gwiazdy i kontynuowała występy w filmach do 1963 roku.
Chociaż Garland występowała na koncertach już od 1943 roku, regularnie zaczęła występować na scenie, dopiero gdy jej kariera filmowa utknęła w martwym punkcie, poczynając od serii dobrze przyjętych przez krytyków występów w London Palladium w 1951 roku. W tym samym roku ustanowiła rekord, gdy przez 19 tygodni występowała w Palace Theatre w Nowym Jorku. Jej koncert w Carnegie Hall z 23 kwietnia 1961 roku jest często określany jako „jedna z najwspanialszych nocy w historii show-biznesu”. Do czasu na 3 miesiące przed swoją śmiercią w 1969 roku kontynuowała występy na scenie.
Od 1955 roku Garland pojawiała się w telewizji w wielu wydaniach specjalnych, począwszy od występu w pierwszym odcinku Ford Star Jubilee. Sukces tych odcinków skłonił władze stacji CBS do zaoferowania jej prowadzenia własnego, regularnego programu telewizyjnego. The Judy Garland Show miał premierę w 1963 roku. Mimo że program został dobrze przyjęty przez krytykę, anulowano go po pierwszym sezonie, ale zarówno Garland, jak i jej program nominowano do nagród Emmy.
Judy Garland wystąpiła w setkach audycji radiowych, poczynając od okresu działalności The Gumm Sisters. W latach 1935–1953 Garland pojawiła się w ponad 250 programach radiowych. Tworzyła słuchowiska, wykonywała piosenki ze swojego (i innych artystów) repertuaru, promowała nadchodzące filmy ze swym udziałem. Okres częstych występów radiowych nastąpił w okresie II wojny światowej, gdy służyła dla United Service Organizations (była jedną z pierwszych artystek, które zaczęły występować dla żołnierzy). Wiele z tych audycji nagrywano na płyty i wysyłano do amerykańskich żołnierzy walczących poza granicami Stanów Zjednoczonych.

## Dyskografia
- Summer Stock (1950)
- Narodziny gwiazdy (1954)
- Miss Show Business (1955)
- Judy (1956)
- Alone (1957)
- Judy in Love (1958)
- Garland at the Grove (1959)
- The Letter (1959)
- Judy: That's Entertainment! (1960)
- Pepe (1961)
- Judy at Carnegie Hall (1961)
- Judy Takes Broadway (1962)
- The Garland Touch (1962)
- Gay Purr-ee (1962)
- I Could Go On Singing (1963)
- Three Billion Millionaires (1963)
- Just for Openers (1964)
- Judy Garland Sings Maggie May (1964)
- Judy Garland and Liza Minnelli Live at the London Palladium (1965)
- At Home at the Palace: Opening Night (1967)
- Judy. London. 1969. (1969)
- Judy in London (1972)

## Nagrody
W trakcie swojej kariery Judy Garland otrzymała wiele nagród i wyróżnień. Wygrała lub była nominowana do nagród za swoją pracę w filmach, telewizji, za nagrania muzyczne oraz występy sceniczne. Była dwukrotnie nominowana do Nagród Akademii Filmowej i otrzymała specjalnego Oscara dla młodego wybitnego wykonawcy (Academy Juvenile Award) w 1940 roku. Była laureatką Złotego Globu i nominowana do kolejnego, otrzymała specjalną Nagrodę Tony za bijącą rekordy serię koncertów w nowojorskim Palace Theatre, zdobyła dwie statuetki Grammy za album koncertowy – Judy at Carnegie Hall.
Również pośmiertnie Judy Garland przyznano wiele nagród i wyróżnień. Została laureatką Grammy Lifetime Achievement Award, a kilka jej nagrań wprowadzono do Grammy Hall of Fame. Garland dwukrotnie umieszczono na amerykańskich znaczkach pocztowych: w 1989 roku (jako Dorotkę Gale) oraz ponownie w 2006 (jako Vicki Lester z Narodzin gwiazdy). Posiada dwie gwiazdy na Hollywoodzkiej Alei Sław. Amerykański Instytut Filmowy umieścił Judy Garland na ósmym miejscu swojej listy najlepszych aktorek wszech czasów, zamieszczając także pięć jej nagrań na swojej liście najlepszych piosenek filmowych, w tym utwór „Over the Rainbow” na miejscu pierwszym.